# 第18回全国中等学校優勝野球大会
第18回全国中等学校優勝野球大会（だい18かいぜんこくちゅうとうがっこうゆうしょうやきゅうたいかい）は、1932年8月13日から8月21日まで兵庫県の甲子園球場で行われた全国中等学校優勝野球大会である。同年3月28日に野球統制令（文部省訓令第4号）が発令された。これにより、全国大会は文部省許可が義務付けられ、試合主催権、入場料、選手資格等も細かく規制された。本大会はこれにより、初の文部省公認大会となった。

## 代表校
| 地方大会 | 代表校   | 出場回数      |
| -------- | -------- | ------------- |
| 北海道   | 北海中   | 2年ぶり8回目  |
| 東北     | 遠野中   | 初出場        |
| 奥羽     | 秋田中   | 2年連続5回目  |
| 北関東   | 高崎商   | 初出場        |
| 南関東   | 千葉中   | 2年連続2回目  |
| 東京     | 早稲田実 | 2年連続10回目 |
| 信越     | 長野商   | 2年連続3回目  |
| 北陸     | 石川師範 | 初出場        |
| 甲神静   | 静岡中   | 2年ぶり7回目  |
| 東海     | 中京商   | 2年連続2回目  |
| 京津     | 京都師範 | 初出場        |

| 地方大会 | 代表校   | 出場回数      |
| -------- | -------- | ------------- |
| 紀和     | 和歌山中 | 2年ぶり16回目 |
| 大阪     | 八尾中   | 2年連続2回目  |
| 兵庫     | 明石中   | 初出場        |
| 山陰     | 米子中   | 2年ぶり3回目  |
| 山陽     | 大正中   | 初出場        |
| 四国     | 松山商   | 3年連続9回目  |
| 北九州   | 小倉工   | 3年連続3回目  |
| 南九州   | 熊本工   | 初出場        |
| 朝鮮     | 平壌中   | 3年ぶり2回目  |
| 満洲     | 大連商   | 3年連続10回目 |
| 台湾     | 台北工   | 4年ぶり3回目  |

## 試合結果

### 1回戦
- 明石中 4 - 0 北海中
- 遠野中 4 - 2 平壌中
- 和歌山中 1 - 0 小倉工
- 長野商 16 - 1 千葉中
- 大正中 3 - 2 大連商
- 早稲田実 8 - 1 秋田中（7回表・降雨コールドゲーム）

### 2回戦
- 早稲田実 1x - 0 和歌山中（延長11回）
- 明石中 1 - 0 大正中
- 長野商 6 - 0 遠野中
- 松山商 2x - 1 静岡中
- 八尾中 2 - 0 京都師範
- 中京商 5 - 0 高崎商
- 熊本工 11 - 5 台北工
- 石川師範 3 - 1 米子中

### 準々決勝
- 熊本工 3 - 0 石川師範
- 松山商 8 - 0 早稲田実
- 明石中 3 - 0 八尾中
- 中京商 7 - 2 長野商

### 準決勝
- 中京商 4 - 0 熊本工
- 松山商 3 - 0 明石中

### 決勝
|        | 1 | 2 | 3 | 4 | 5 | 6 | 7 | 8 | 9 | 10 | 11 | R | H | E |
| ------ | - | - | - | - | - | - | - | - | - | -- | -- | - | - | - |
| 松山商 | 0 | 0 | 0 | 0 | 0 | 0 | 0 | 0 | 3 | 0  | 0  | 3 | 6 | 3 |
| 中京商 | 1 | 1 | 0 | 0 | 0 | 1 | 0 | 0 | 0 | 0  | 1x | 4 | 9 | 1 |

1. （松）：三森、景浦、三森 - 藤堂
2. （中）：吉田 - 桜井
3. 審判
［球審］天知
［塁審］横沢・池田・村上

| 松山商 | 松山商   | 松山商   |
| 打順   | 守備     | 選手     |
| ------ | -------- | -------- |
| 1      | [遊]     | 高須清   |
| 2      | [中]     | 岩見新吾 |
| 3      | [捕]     | 藤堂勇   |
| 4      | [二]     | 尾崎晴男 |
| 5      | [投]三投 | 三森秀夫 |
| 6      | [三]投三 | 景浦將   |
| 7      | [一]     | 山内豊   |
| 8      | [右]     | 杉田辰見 |
| 9      | [左]     | 宇野丈秋 |

| 中京商 | 中京商 | 中京商   |
| 打順   | 守備   | 選手     |
| ------ | ------ | -------- |
| 1      | [中]   | 村上重夫 |
| 2      | [二]   | 恒川道順 |
| 3      | [捕]   | 桜井寅二 |
| 4      | [遊]   | 杉浦清   |
| 5      | [投]   | 吉田正男 |
| 6      | [三]   | 吉岡正雄 |
| 7      | [左]   | 鬼頭数雄 |
| 8      | [一]   | 岡田篤春 |
| 9      | [右]   | 林董     |

## 記録
| 記録               | 選手名             | 対戦校             | 補足          |
| ------------------ | ------------------ | ------------------ | ------------- |
| ノーヒットノーラン | 楠本保（明石中）   | 1回戦・北海中      | 大会史上4人目 |
| ノーヒットノーラン | 水澤清（長野商）   | 2回戦・遠野中      | 大会史上5人目 |
| ノーヒットノーラン | 岡本敏男（熊本工） | 準々決勝・石川師範 | 大会史上6人目 |

## その他の主な出場選手
- 石原繁三（遠野中）
- 綱島新八（高崎商）
- 石井秋雄（千葉中）
- 伊藤健太郎（千葉中）
- 星野正男（早稲田実）
- 安永正四郎（早稲田実）
- 土肥省三（長野商）
- 鈴木芳太郎（静岡中）
- 宇野光雄（和歌山中）
- 黒沢俊夫（八尾中）
- 菊矢吉男（八尾中）
- 松下繁二（明石中）
- 山田勝三郎（明石中）

- 岡本利之（米子中）
- 藤村富美男（大正中）
- 浅井太郎（大正中）
- 菅利雄（松山商）
- 筒井良武（松山商）
- 新富卯三郎（小倉工）
- 吉田猪佐喜（熊本工）
- 高木茂（熊本工）
- 中村民雄（熊本工）
- 漆原進（台北工）
- 茅野健一（台北工）
- 茅野秀三（台北工）